# Олтушский сельсовет
О́лтушский сельсове́т (белор. Олтушскі сельсавет) — административная единица на территории Малоритского района Брестской области Беларуси. Административный центр — агрогородок Олтуш.

## История
Образован 12 октября 1940 года в составе Малоритского района Брестской области БССР. 16 июля 1954 года к сельсовету присоединена территория упраздн`нного Радежского сельсовета. С 25 декабря 1962 года по 6 января 1965 года в Брестском районе.
В 2013 году в состав сельсовета были включены деревни Гороховище, Збураж, Карпин упразднённого Малоритского сельсовета.

## Состав

— Населённые пункты Олтушского сельсовета

Олтушский сельсовет включает 18 населённых пунктов:
- Галевка — деревня.
- Гороховище — деревня.
- Дворище — деревня.
- Заозерная — деревня.
- Збураж — деревня.
- Карпин — деревня.
- Ланская — деревня.
- Лозица — деревня.
- Никольское — деревня.
- Новолесье — деревня.
- Олтуш — агрогородок.
- Отяты — деревня.
- Пертыще — деревня.
- Радеж — деревня.
- Хмелевка — деревня.
- Хмелище — деревня.
- Яблочно — деревня.
- Ямица — деревня.